# Ballads
Ballads – drugi album solowy brazylijskiego wokalisty Eda Falaschiego. Zawiera on 15 ballad, które skomponował dla Angry (5) oraz swojego zespołu (10). W wersji cyfrowej albumu (iTunes, Spotify, Deezer) znajduje się 16 ścieżka w postaci dema As Sweet As Your Smile, które zostało napisane przez artystę na własne wesele.

## Lista utworów[1]
1. Bleeding Heart (Angra)
2. Warm Wind (Almah)
3. Wishing Well (Angra)
4. Forgotten Land (Almah)
5. Heroes of Sand (Angra)
6. Primitive Chaos (Almah)
7. Lease of Life (Angra)
8. Breathe (Almah)
9. Almah (Almah)
10. Breaking Ties (Angra)
11. Farewell (Almah)
12. Late Night in 85’ (Almah)
13. All I Am (Almah)
14. Shade of My Soul (Almah)
15. When and Why (Almah)
16. As Sweet As Your Smile (demo)